# Chondrodera notatipes
Chondrodera notatipes är en insektsart som beskrevs av Karsch 1890. Chondrodera notatipes ingår i släktet Chondrodera och familjen vårtbitare. Inga underarter finns listade i Catalogue of Life.